# Elena Isinbaeva
Elena Gadžievna Isinbaeva (in russo Елена Гаджиевна Исинбаева?, traslitterazione anglosassone Yelena Gadzhievna Isinbayeva; Volgograd, 3 giugno 1982) è un'ex astista russa, campionessa olimpica, mondiale ed europea della specialità.
In carriera è stata due volte medaglia d'oro olimpica (Atene 2004 e Pechino 2008) e tre volte medaglia d'oro mondiale (Helsinki 2005, Osaka 2007 e Mosca 2013). È stata nominata tre volte atleta mondiale femminile dell'anno (2004, 2005 e 2008), due volte sportiva dell'anno (2007 e 2009) e, sempre nel 2009, ha vinto il premio Principe delle Asturie per lo sport.
Il 22 luglio 2005 è diventata la prima donna a valicare la storica barriera di 5,00 m nel salto con l'asta. Il suo record mondiale è attualmente di 5,06 m, stabilito a Zurigo il 28 agosto 2009; a livello indoor il suo 5,01 m, fissato in un meeting a Stoccolma il 23 febbraio 2012, è attualmente record europeo ed è stato fino al 2 marzo 2013 anche record mondiale. In totale ha stabilito 17 volte il record mondiale assoluto della specialità e 13 volte quello indoor.

## Biografia

### Gli inizi
Il suo primo sport è stata la ginnastica artistica, che cominciò a praticare a cinque anni. Crescendo venne giudicata troppo alta per tale sport e a quindici anni lasciò la ginnastica per dedicarsi al salto con l'asta, disciplina di recente introduzione (1992) nell'atletica femminile, praticata con successo da numerose ex-ginnaste che potevano mettere a frutto le loro doti acrobatiche.

#### La carriera juniores (1998-2002)
Alla sua prima competizione internazionale, i mondiali juniores ad Annecy nel 1998, a sedici anni, si classificò nona con la misura di 3,90 m.
L'anno successivo vinse il titolo mondiale giovanile ai campionati mondiali allievi di Bydgoszcz con la misura di 4,10 m, che corrispondeva anche al record mondiale di categoria.
Nel 2000 ai campionati del mondo juniores conquistò il titolo mondiale davanti alla tedesca Annika Becker grazie a un salto di 4,20 m.
Lo stesso anno esordì anche ai Giochi olimpici di Sydney, dove Stacy Dragila vinse l'oro. In questo evento Elena non riuscì però a superare il turno di qualificazione.
Nel 2001 vinse un'altra medaglia d'oro, questa volta ai campionati europei juniores con la misura di 4,40 m.
Col passare dei mesi continuò a migliorare sempre più le sue prestazioni e nel 2002, ai Campionati europei di Monaco di Baviera, è riuscita a conquistare l'argento con la misura di 4,55 m.

#### I primi successi (2003)

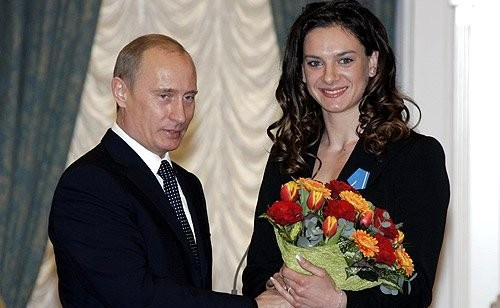
Elena Isinbaeva il 23 marzo 2003 al Cremlino viene insignita della medaglia dell'Ordine d'Onore

Il 23 marzo 2003, al Palazzo di Stato del Cremlino, venne insignita ufficialmente dal Presidente della Federazione Russa Vladimir Putin della medaglia dell'Ordine d'Onore.
Questo fu un altro anno di grande progressione che le vide anche vincere, nel mese di luglio, l'oro ai campionati europei under 23 con 4,65 m a Bydgoszcz.
Il 13 luglio, circa un mese dopo il suo ventunesimo compleanno, fece il suo primo record mondiale assoluto al meeting di Gateshead, con la misura di 4,82 m, risultato che l'aveva anche resa la favorita per la vittoria dell'oro ai campionati mondiali che si sarebbero tenuti il mese successivo. Giunta ai mondiali di Parigi, non riuscì però ad imporsi sulla connazionale Svetlana Feofanova, che vinse con 4,75 m, mentre lei, falliti i tentativi a 4,70 e 4,75 m, concluse terza dietro anche alla tedesca Annika Becker.

### La donna dei record

#### Il primo titolo olimpico (2004)
In un meeting a Donec'k, Ucraina, riuscì a stabilire il nuovo record mondiale indoor, raggiungendo l'altezza di 4,83 m. Questo record durò però pochissimo: infatti, soltanto la settimana successiva, Svetlana Feofanova lo superò di due centimetri. Il mese successivo ai Campionati mondiali indoor tenutisi a Budapest superò il record della Feofanova, vincendo anche la medaglia d'oro con la misura di 4,86 m.

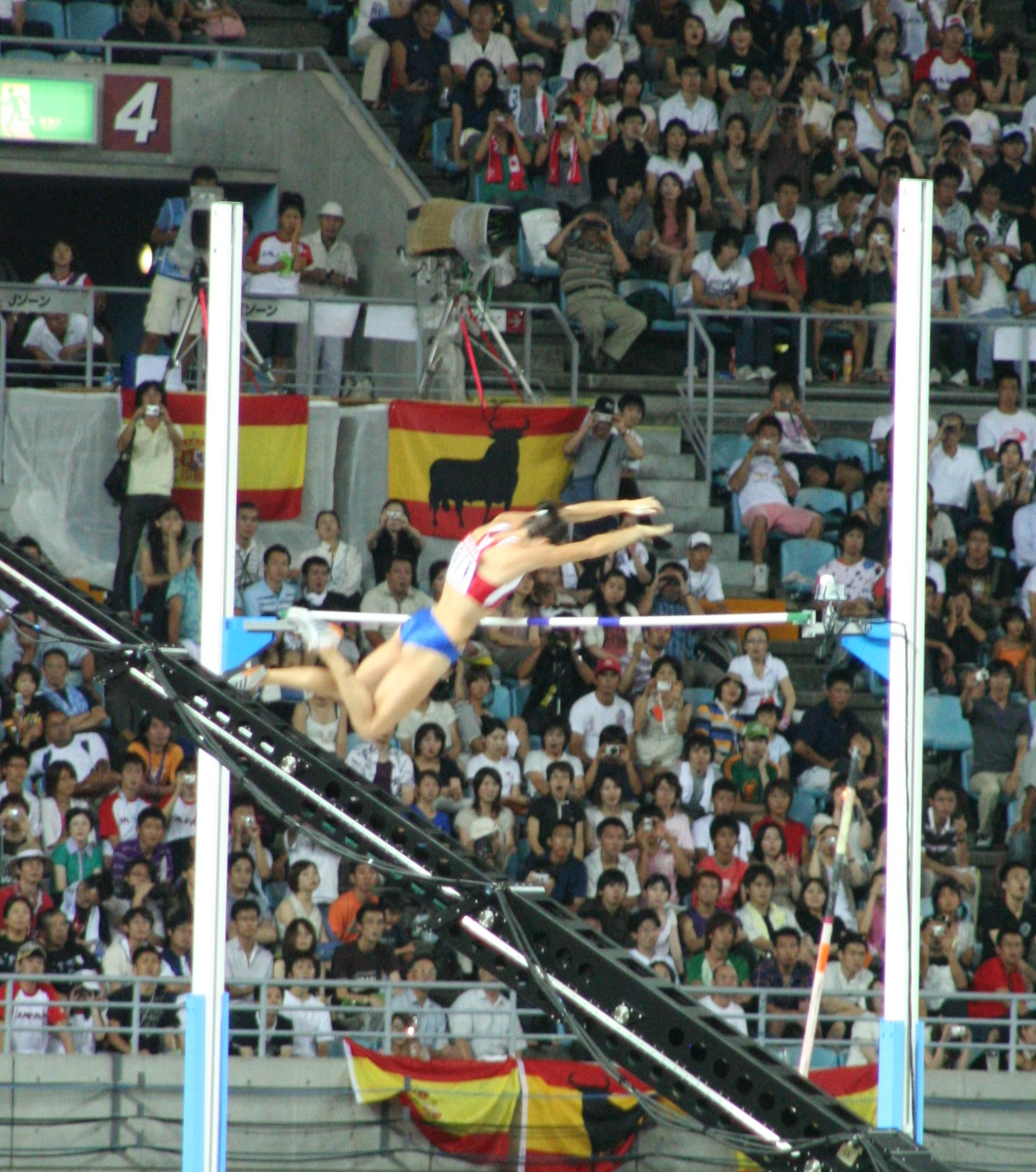
Il salto vincente (4,80 m) ad

Il 27 giugno a Gateshead migliorò ulteriormente il record mondiale portandolo a 4,87 m. La Feofanova le rispose la settimana seguente con un ulteriore record, fatto per un centimetro a Candia. Il 25 luglio a Birmingham recuperò di nuovo il record di salto con l'asta grazie ad un salto di 4,89 m e, cinque giorni più tardi, al Crystal Palace di Londra raggiunse i 4,90 m.
Il salto con l'asta è stato uno degli eventi più attesi delle Olimpiadi estive del 2004 di Atene. La Isinbaeva riuscì a stabilire il nuovo record mondiale di salto con l'asta con la misura di 4,91 m, battendo la connazionale Feofanova e vincendo così il suo primo titolo olimpico. Poco dopo superò ancora il record mondiale al Memorial Van Damme a Bruxelles con un salto a 4,92 m. Grazie ai suoi otto record del mondo fatti nella stagione ed al suo titolo olimpico e mondiale indoor, la Isinbaeva riuscì a vincere il titolo di miglior atleta femminile dell'anno della IAAF.

#### Oltre il muro dei 5 metri (2005)
La progressione continuò anche l'anno successivo. Nei primi mesi dell'anno migliorò quattro volte il primato al coperto, arrivando fino a 4,90 m in occasione della vittoria agli europei di atletica leggera indoor 2005.
All'aperto cominciò a ritoccare il primato di un centimetro al meeting di Losanna salendo poi fino alla misura di 4,95 m a Madrid.
La data storica per lei e per il salto con l'asta femminile divenne il 22 luglio 2005: al meeting del Crystal Palace di Londra, dopo aver saltato al secondo tentativo 4,96 m migliorando ancora di un centimetro il record del mondo, chiede di posizionare l'asticella a quota 5,00 m, che valica con successo al primo salto.
Per tale prestazione venne premiata con un assegno di 50 000 dollari, che le venne consegnato da Serhij Bubka in persona.
Un mese dopo, ai mondiali di Helsinki, sale a 5,01 m, conquistando il titolo mondiale e il nono record della stagione.
Per la seconda volta viene eletta dalla IAAF miglior atleta femminile dell'anno.
Nel novembre dello stesso anno, decise anche di cambiare allenatore affidandosi alla guida tecnica di Vitalij Petrov, che era stato uno dei tecnici di Bubka.
Il suo obiettivo era quello di imitare o superare l'ex atleta ucraino che in carriera siglò ben 35 record del mondo.

#### Europei di Göteborg (2006)
Nel febbraio 2006 migliorò ancora una volta il record mondiale al coperto, portandolo a 4,91 m. Ai campionati mondiali indoor di Mosca vinse la gara con la misura modesta, per lei, di 4,80 m; provando il nuovo record mondiale a 4,93 m senza successo.
Ai campionati europei di Göteborg vince nuovamente con la misura di 4,80 m (nuovo record dei campionati) prima di tentare invano per due volte di battere il record mondiale a 5,02 m.

#### Mondiali di Osaka (2007)

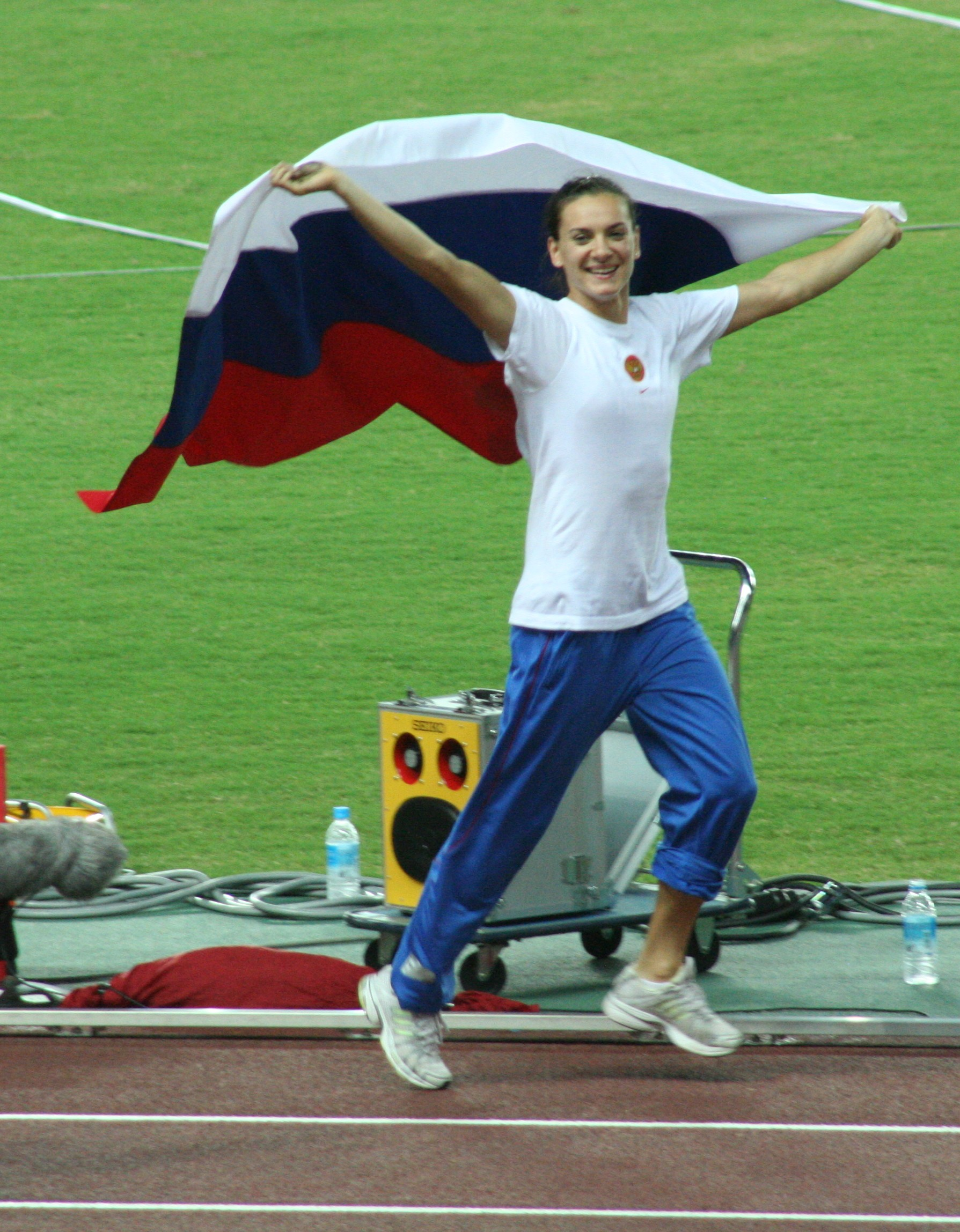
Esultanza dopo la vittoria ad

Il 10 febbraio 2007, a Donec'k, superò di nuovo il record mondiale indoor di salto con l'asta, portandolo a 4,93 metri, segnando così il suo 20º record del mondo.
Dopo, clamorosamente, l'atleta russa decise di non partecipare ai campionati europei indoor di Birmingham.
Il 2 aprile, si aggiudicò ai Laureus World Sports Awards, tenutisi in quell'anno a Barcellona, il premio di miglior atleta femminile dell'anno (Laureus World Sportswoman of the Year).
Ai campionati mondiali di Osaka vinse la competizione con la misura di 4,80 e dopo essere rimasta da sola in gara, provò ad aumentare il record mondiale all'aperto per portarlo fino a 5,02, fallendo però i suoi tre tentativi.
Nello stesso anno ha anche vinto il jackpot della IAAF Golden League (dividendolo con Sanya Richards), dopo essersi aggiudicata tutti i meeting della Golden League. In tutta la stagione 2007 l'atleta russa è rimasta imbattuta, vincendo tutte le 18 gare a cui ha preso parte.

#### Olimpiadi di Pechino (2008)
Durante la stagione indoor, raggiunse il suo ventunesimo record del mondo, con un salto di 4,95 metri il 16 febbraio 2008 a Donec'k.
Poche settimane più tardi, a Valencia riuscì a vincere i mondiali indoor davanti alla statunitense Jennifer Stuczynski.
Per lei è stato il terzo titolo mondiale indoor consecutivo.
Anche nella stagione 2008 la Isinbaeva tornò a macinare record.
Al 28º Golden Gala di Roma chiuse la serata toccando 5,03.
A Monaco, al meeting Herculis arrivò a 5,04.
Il 18 agosto dello stesso anno vinse il suo secondo oro olimpico a Pechino, facendo registrare il suo ventiquattresimo (tra aperto e indoor) record del mondo, con la misura di 5,05 m fatto al terzo tentativo.
Il 23 novembre a Monaco di Baviera ha vinto, per la terza volta nella sua carriera, il premio di miglior atleta al mondo dell'anno, insieme al giamaicano Usain Bolt.

#### Mondiali di Berlino (2009)

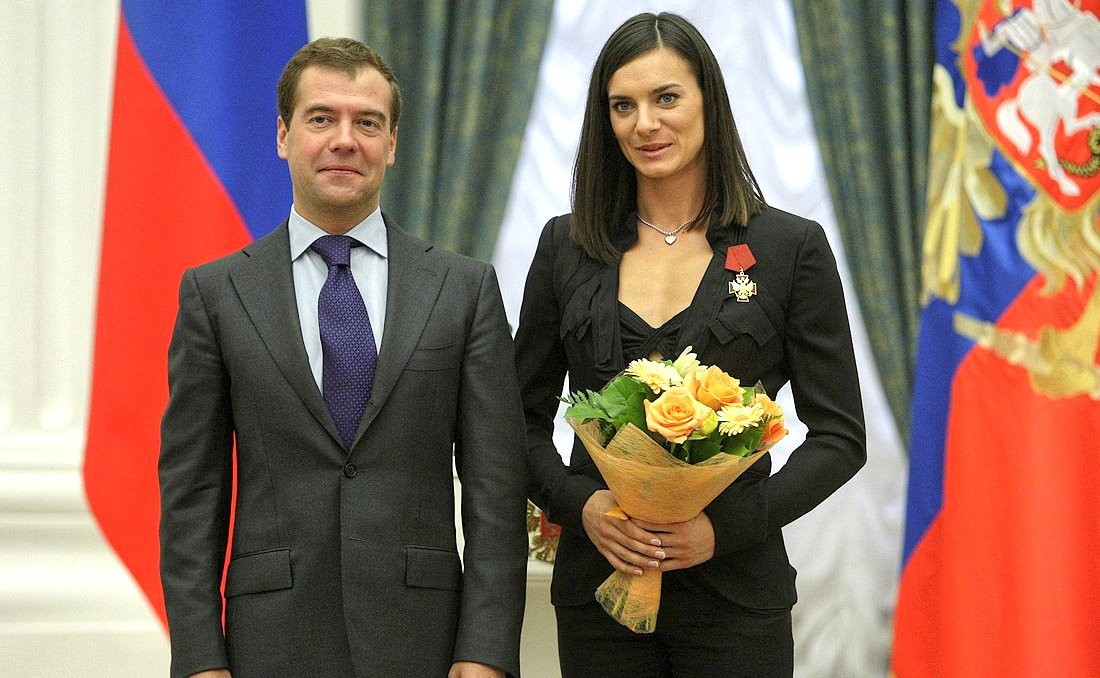
Elena Isinbaeva con il Presidente della Federazione Russa Dmitrij Anatol'evič Medvedev l'8 settembre 2009

Il 15 febbraio 2009, a Donec'k, divenne la prima donna a salire oltre i 5 metri in competizioni indoor, stabilendo così il nuovo record mondiale.
In questa competizione, supera il vecchio record mondiale per ben due volte: prima a 4,97 m e poi cinque metri alla seconda prova.
Nel mese di marzo rinunciò a partecipare ai campionati europei indoor di Torino anche se favorita per la vittoria del titolo.
Anche in questa stagione venne nominata ai Laureus World Sports Awards che, pur non potendo organizzare la premiazione a causa di problemi economici, gli assegnarono il suo secondo premio come miglior atleta femminile dell'anno.
Nel 2009 la sua leadership s'interrompe a sorpresa: dopo l'Aviva London Grand Prix di maggio, infatti, la polacca Anna Rogowska la batté anche ai Campionati del mondo di atletica leggera di Berlino.
Isinbaeva sbagliò il salto di apertura a quota 4,75 e i due successivi tentativi falliti a 4,80 la esclusero clamorosamente dalla corsa alle medaglie. È il 17 agosto ed è trascorso un anno esatto dal trionfo olimpico di Pechino.

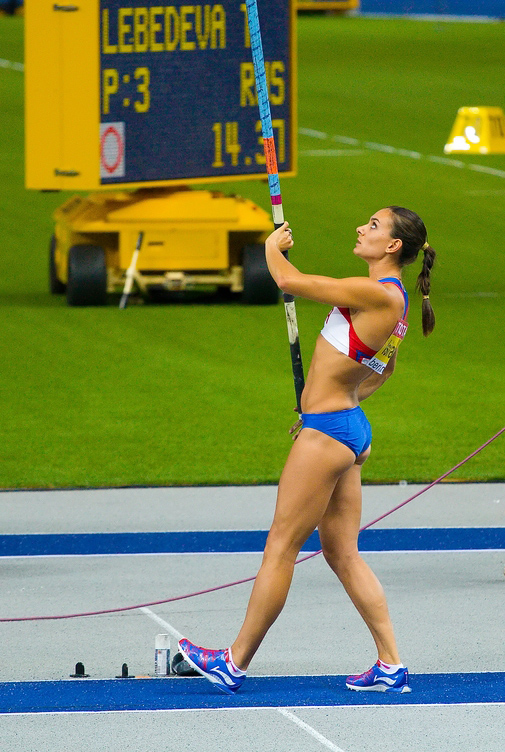
Isinbaeva ai mondiali di

Undici giorni dopo, il 28 agosto, al meeting di Zurigo si riscattò stabilendo il nuovo primato del mondo (27º personale) con la misura di 5,06 m, migliorando di un centimetro il suo precedente primato.
Il 2 settembre 2009 le viene conferito il 23º Premio Principe delle Asturie per lo sport; l'astista russa succede così al tennista Rafael Nadal nell'elenco dei premiati della relativa categoria.
Due giorni dopo, vinse il Memorial Van Damme a Bruxelles, saltando 4,70 m e fallendo per tre volte il tentativo di record mondiale a 5,07 m.
Questa vittoria le permise di vincere il jackpot della Golden League 2009 accanto a Sanya Richards e Kenenisa Bekele.

### Le delusioni

#### I mondiali indoor di Doha e lo stop (2010)
Durante la stagione 2010 al coperto, si presentò ai Campionati del mondo indoor di Doha con la migliore prestazione mondiale dell'anno, 4,85 m, fatta per ben due volte (a Mosca e Donec'k).
Il 12 marzo 2010, si qualificò per la finale del salto con l'asta con 4,55 m.
Due giorni dopo, durante la finale, iniziò la sua gara con la misura di 4,60 m superata al primo tentativo. Successivamente, cercherà di saltare 4,75 m senza però riuscirci.
Si classificò quindi solo quarta e il titolo venne conquistato dalla brasiliana Fabiana Murer con 4,80 m, 20 cm più di Elena.
Il 10 aprile 2010, l'atleta russa, ha annunciato una "pausa indefinita" dalle competizioni, definendola come "assolutamente necessaria" per la prosecuzione della sua carriera.

#### Il ritorno (2011)
Dopo una pausa di quasi un anno dalle competizioni Elena Isinbaeva tornò in pedana il 6 febbraio 2011 al meeting Russian Winter vincendo la competizione con un salto a 4,81 metri che corrispondeva anche al primato mondiale stagionale.
Pochi giorni dopo, il 12 febbraio a Donec'k, si migliorò ulteriormente salendo fino alla misura di 4,85 m.
Grazie a queste sue prestazioni si garantì la possibilità di prendere parte ai campionati europei indoor di Parigi ma comunque decise di non partecipare alla manifestazione.
Dopo un'ulteriore periodo di pausa, il 20 luglio, rientrò in gara al Meeting di Lignano Sabbiadoro sbagliando però la misura d'entrata in gara che aveva fissato alla quota di 4,60.
Passarono solo nove giorni e, il 29 luglio, vinse la sua prima tappa della Diamond League al DN Galan saltando a 4,76 metri.
Giunta ai mondiali di Taegu superò agevolmente il turno di qualificazione con un salto a 4,55 m alla prima prova.
Il 30 agosto fallì invece l'appuntamento con la finale saltando solo a 4,65 metri e chiudendo in sesta posizione.
La vittoria andò alla brasiliana Fabiana Murer con la misura di 4,85, l'argento alla statunitense Jennifer Suhr con 4,80 e il bronzo alla russa Svetlana Feofanova con 4,75.

### Il ritorno alle vittorie

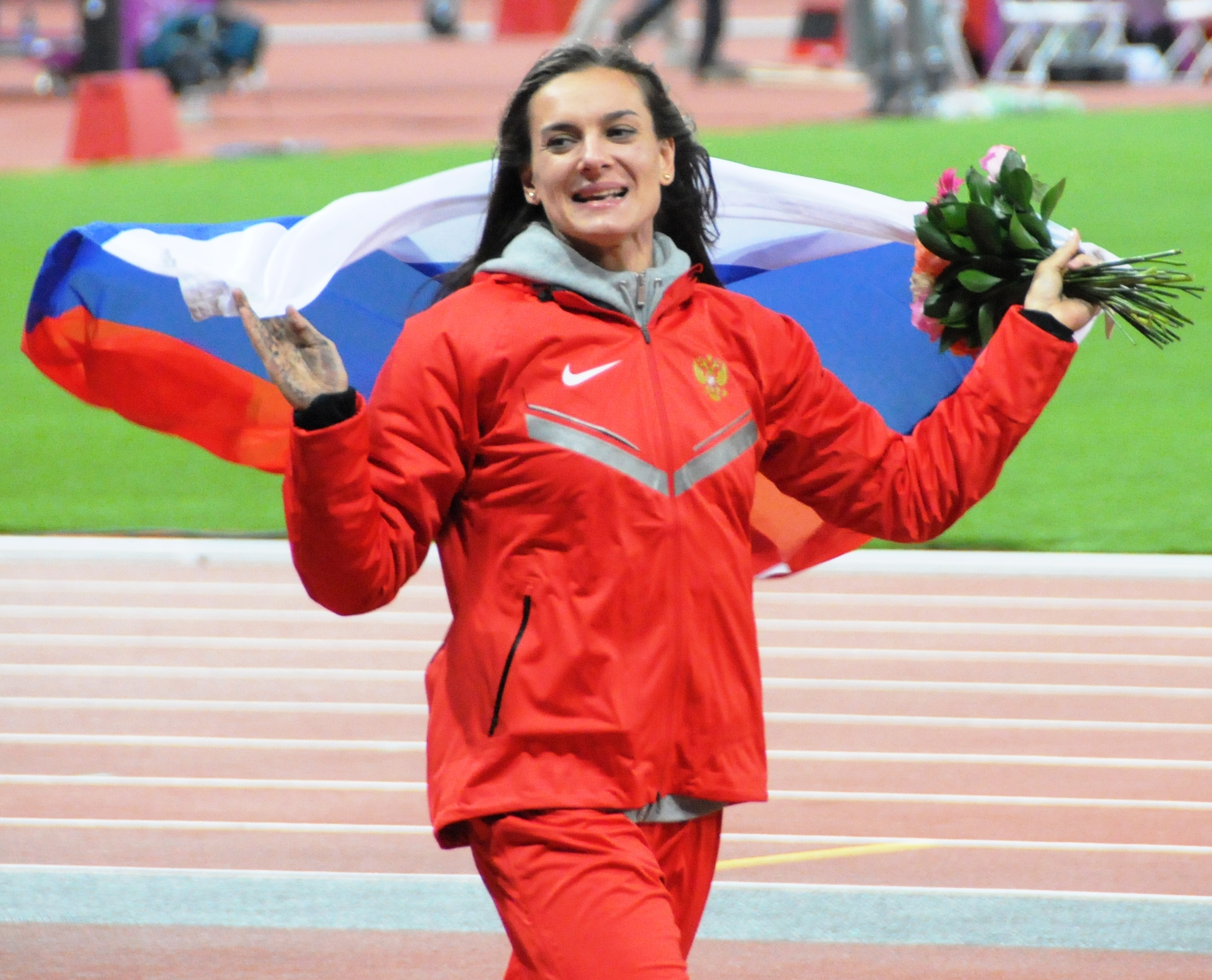
Esultanza dopo la vittoria del bronzo alle Olimpiadi di

#### Dai mondiali indoor di Istanbul alle Olimpiadi di Londra (2012)
Il 23 febbraio 2012 tornò a battere il record del mondo al meeting indoor di Stoccolma: 5,01, migliorando di un centimetro il precedente primato sempre suo.
Ricominciò a vincere nelle grandi manifestazioni internazionali con i mondiali indoor di Istanbul in Turchia: con soli due salti, il primo a 4,70 e il secondo a 4,80, vinse la medaglia d'oro dopo tre anni di podi mancati. Nella stessa competizione cercò di battere ancora il primato mondiale ponendo l'asticella a 5,02 m, ma fallì i suoi tre tentativi.
Il 6 agosto 2012 vinse la medaglia di bronzo nel salto con l'asta alle Olimpiadi di Londra con la misura di 4,70 m.

#### I mondiali di Mosca (2013)
Il 13 agosto 2013, ai campionati del mondo di Mosca conquista il suo terzo titolo mondiale con la misura di 4,89 metri, il suo primato stagionale.

#### Il ritiro (2016)
Il 20 agosto 2016, il giorno dopo la sua elezione nella commissione atleti CIO, annuncia il suo ritiro dalle gare.

## Vita privata
Suo padre, Gadži Gafanovič Isinbaev, è un idraulico appartenente al piccolo gruppo etnico dei Tabasarani, che vivono perlopiù nel Daghestan. Sua madre lavora come assistente in un negozio ed è di etnia russa. Elena ha anche una sorella di nome Inna. Isinbaeva proviene quindi da una famiglia di umili origini e si ricorda che i suoi genitori hanno dovuto fare molti sacrifici finanziari per aiutarla nella sua carriera sportiva.
Il 4 agosto 2005 le è stato attribuito il grado di tenente dell'esercito russo e Il 19 agosto 2008 è stata promossa al grado di capitano. Nelle competizioni russe rappresenta la squadra militare delle ferrovie di stato. Ha una laurea specialistica conseguita a Volgograd all'Accademia di Cultura Fisica. Attualmente sta continuando il suo post laurea come studente alla Donec'k National Technical University.
Ha una figlia, Eva, nata il 28 giugno 2014 dal giavellottista Nikita Petinov (n. 1990) che poi ha sposato il 12 dicembre 2014.

## Record nazionali
Seniores
- Salto con l'asta: 5,06 m ( Zurigo, 28 agosto 2009)
- Salto con l'asta indoor: 5,01 m ( Stoccolma, 23 febbraio 2012)

## Progressione

### Salto con l'asta
| Stagione | Misura | Luogo       | Data      | Rank. Mond. |
| -------- | ------ | ----------- | --------- | ----------- |
| 2016     | 4,90 m | Čeboksary   | 21-6-2016 |             |
| 2013     | 4,89 m | Mosca       | 13-8-2013 | 3ª          |
| 2012     | 4,75 m | Sotteville  | 10-7-2012 | 5ª          |
| 2011     | 4,76 m | Stoccolma   | 29-7-2011 | 4ª          |
| 2009     | 5,06 m | Zurigo      | 28-8-2009 | 1ª          |
| 2008     | 5,05 m | Pechino     | 18-8-2008 | 1ª          |
| 2007     | 4,91 m | Saint-Denis | 6-7-2007  | 1ª          |
| 2006     | 4,91 m | Londra      | 28-7-2006 | 1ª          |
| 2005     | 5,01 m | Helsinki    | 12-8-2005 | 1ª          |
| 2004     | 4,92 m | Bruxelles   | 3-9-2004  | 1ª          |
| 2003     | 4,82 m | Gateshead   | 13-7-2003 | 1ª          |
| 2002     | 4,60 m | Dreux       | 14-6-2002 | 7ª          |
| 2001     | 4,46 m | Berlino     | 31-8-2001 | 15ª         |
| 2000     | 4,40 m | Tula        | 24-7-2000 | 19ª         |
| 1999     | 4,20 m | Tula        | 30-7-1999 | 37ª         |
| 1998     | 4,00 m | Mosca       | 15-7-1998 | 62ª         |

### Salto con l'asta indoor
| Stagione | Misura | Luogo        | Data      | Rank. Mond. |
| -------- | ------ | ------------ | --------- | ----------- |
| 2011/12  | 5,01 m | Stoccolma    | 23-2-2012 | 1ª          |
| 2010/11  | 4,85 m | Donec'k      | 12-2-2011 | 2ª          |
| 2009/10  | 4,85 m | Mosca        | 7-2-2010  | 1ª          |
| 2008/09  | 5,00 m | Donec'k      | 15-2-2009 | 1ª          |
| 2007/08  | 4,95 m | Donec'k      | 16-2-2008 | 1ª          |
| 2006/07  | 4,93 m | Donec'k      | 10-2-2007 | 1ª          |
| 2005/06  | 4,91 m | Donec'k      | 12-2-2006 | 1ª          |
| 2004/05  | 4,90 m | Madrid       | 6-3-2005  | 1ª          |
| 2003/04  | 4,86 m | Budapest     | 6-3-2004  | 1ª          |
| 2002/03  | 4,65 m | Atene        | 6-3-2003  | 5ª          |
| 2001/02  | 4,55 m | Sindelfingen | 10-3-2002 | 10ª         |
| 2000/01  | 4,47 m | Budapest     | 10-2-2001 | 7ª          |
| 1999/00  | 4,45 m | Volgograd    | 4-2-2000  | 4ª          |
| 1998/99  | 4,15 m | Mosca        | 18-2-1999 | 36ª         |
| 1997/98  | 3,50 m | Lipeck       | 24-1-1998 |             |

## Palmarès
| Anno | Manifestazione  | Sede        | Evento           | Risultato | Prestazione | Note                                     |
| ---- | --------------- | ----------- | ---------------- | --------- | ----------- | ---------------------------------------- |
| 1998 | Mondiali U20    | Annecy      | Salto con l'asta | 9ª        | 3,90 m      |                                          |
| 1999 | Mondiali U18    | Bydgoszcz   | Salto con l'asta | Oro       | 4,10 m      | Record mondiale                          |
| 1999 | Europei U20     | Riga        | Salto con l'asta | 5ª        | 4,05 m      |                                          |
| 2000 | Europei indoor  | Gand        | Salto con l'asta | 7ª        | 4,05 m      |                                          |
| 2000 | Mondiali U20    | Santiago    | Salto con l'asta | Oro       | 4,20 m      | Record mondiale                          |
| 2001 | Mondiali indoor | Lisbona     | Salto con l'asta | 7ª        | 4,25 m      |                                          |
| 2001 | Europei U20     | Grosseto    | Salto con l'asta | Oro       | 4,40 m      | Record dei campionati                    |
| 2002 | Europei         | Monaco      | Salto con l'asta | Argento   | 4,55 m      |                                          |
| 2003 | Mondiali indoor | Birmingham  | Salto con l'asta | Argento   | 4,60 m      |                                          |
| 2003 | Europei U23     | Bydgoszcz   | Salto con l'asta | Oro       | 4,65 m      |                                          |
| 2003 | Mondiali        | Saint-Denis | Salto con l'asta | Bronzo    | 4,65 m      |                                          |
| 2004 | Mondiali indoor | Budapest    | Salto con l'asta | Oro       | 4,86 m      | Record mondiale                          |
| 2004 | Giochi olimpici | Atene       | Salto con l'asta | Oro       | 4,91 m      | Record olimpico                          |
| 2005 | Europei indoor  | Madrid      | Salto con l'asta | Oro       | 4,90 m      | Record mondiale                          |
| 2005 | Mondiali        | Helsinki    | Salto con l'asta | Oro       | 5,01 m      | Record mondiale                          |
| 2006 | Mondiali indoor | Mosca       | Salto con l'asta | Oro       | 4,80 m      |                                          |
| 2006 | Europei         | Göteborg    | Salto con l'asta | Oro       | 4,80 m      | Record dei campionati                    |
| 2007 | Mondiali        | Osaka       | Salto con l'asta | Oro       | 4,80 m      |                                          |
| 2008 | Mondiali indoor | Valencia    | Salto con l'asta | Oro       | 4,75 m      |                                          |
| 2008 | Giochi olimpici | Pechino     | Salto con l'asta | Oro       | 5,05 m      | Record mondiale                          |
| 2009 | Mondiali        | Berlino     | Salto con l'asta | Finale    | nm          |                                          |
| 2010 | Mondiali indoor | Doha        | Salto con l'asta | 4ª        | 4,60 m      |                                          |
| 2011 | Mondiali        | Taegu       | Salto con l'asta | 6ª        | 4,65 m      |                                          |
| 2012 | Mondiali indoor | Istanbul    | Salto con l'asta | Oro       | 4,80 m      |                                          |
| 2012 | Giochi olimpici | Londra      | Salto con l'asta | Bronzo    | 4,70 m      |                                          |
| 2013 | Mondiali        | Mosca       | Salto con l'asta | Oro       | 4,89 m      | Miglior prestazione personale stagionale |

## Altre competizioni internazionali
2000
- 7ª all'Athens Grand Prix Tsiklitiria ( Atene), salto con l'asta - 4,35 m

2001
- 9ª all'Athens Grand Prix Tsiklitiria ( Atene), salto con l'asta - 4,10 m
- Argento al Golden Gala ( Roma), salto con l'asta - 4,42 m
- 7ª all'Aviva London Grand Prix ( Londra), salto con l'asta - 4,35 m
- Oro al Palio della Quercia ( Rovereto), salto con l'asta - 4,20 m
- Argento all'Internationales Stadionfest ( Berlino), salto con l'asta - 4,46 m

2002

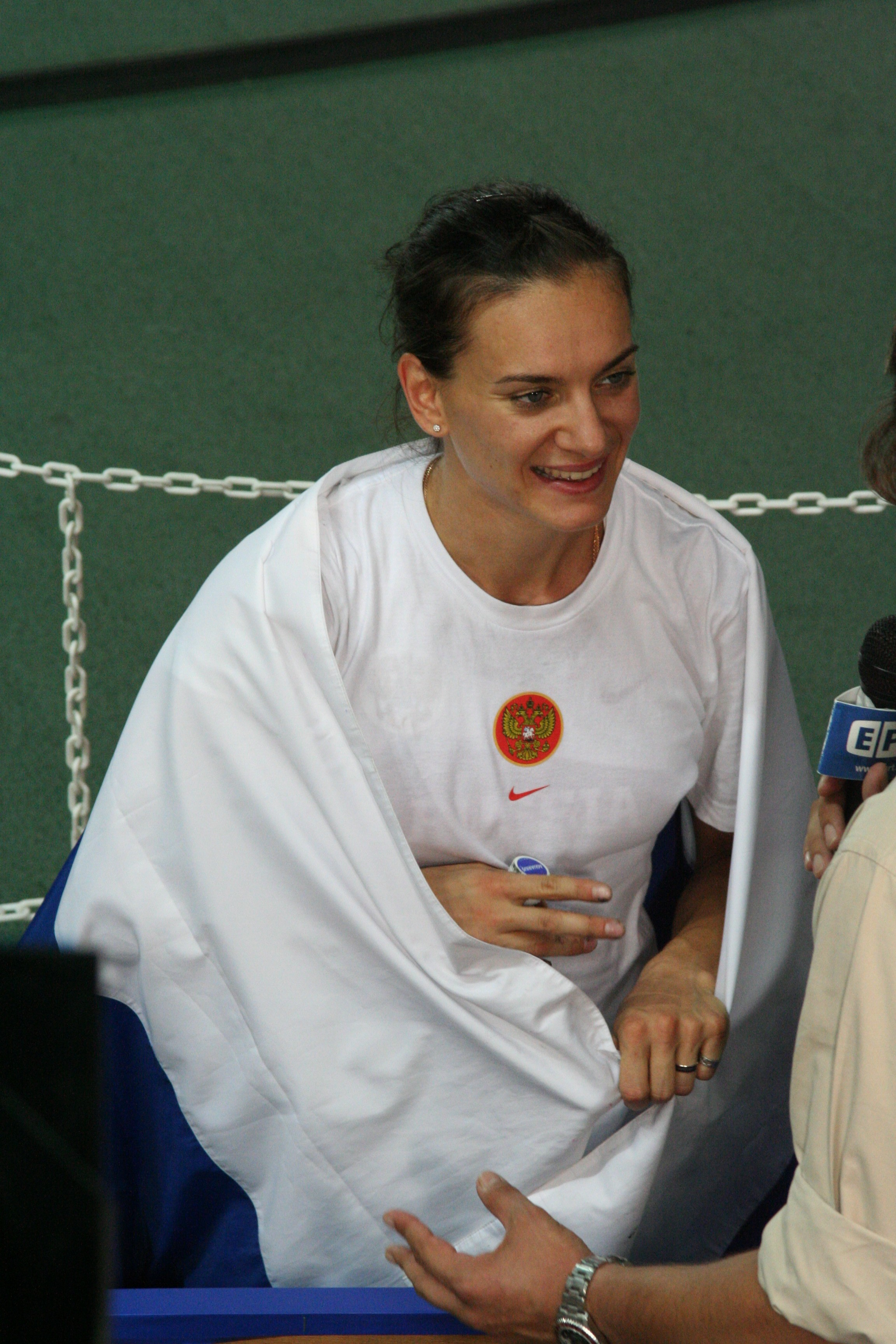
Elena intervistata dopo la vittoria ad

- Bronzo al Aviva Indoor Grand Prix ( Birmingham), salto con l'asta - 4,44 m
- 7ª al DN Galan ( Stoccolma), salto con l'asta - 4,32 m
- Bronzo all'Herculis ( Monaco), salto con l'asta - 4,39 m
- 5ª all'Aviva London Grand Prix ( Londra), salto con l'asta - 4,40 m

2003
- Bronzo al Golden Spike ( Ostrava), salto con l'asta - 4,52 m
- Argento all'Athens Grand Prix Tsiklitiria ( Atene), salto con l'asta - 4,60 m
- Oro all'Aviva British Grand Prix ( Gateshead), salto con l'asta - 4,82 m
- Oro al DN Galan ( Stoccolma), salto con l'asta - 4,63 m
- Oro all'Aviva London Grand Prix ( Londra), salto con l'asta - 4,78 m
- 5ª alla IAAF World Athletics Final ( Monaco), salto con l'asta - 4,40 m

2004
- Oro al Pole Valut Stars ( Donec'k), salto con l'asta - 4,83 m
- Oro all'Aviva British Grand Prix ( Gateshead), salto con l'asta - 4,87 m
- Oro al Norwich Union Super Grand Prix ( Birmingham), salto con l'asta - 4,89 m
- Argento all'Athens Grand Prix Tsiklitiria ( Atene), salto con l'asta - 4,65 m
- Oro all'Aviva London Grand Prix ( Londra), salto con l'asta - 4,90 m
- Oro al Memorial Van Damme ( Bruxelles), salto con l'asta - 4,92 m
- Oro alla IAAF World Athletics Final ( Monaco), salto con l'asta - 4,83 m

2005
- Oro al Pole Valut Stars ( Donec'k), salto con l'asta - 4,87 m
- Oro al Aviva Indoor Grand Prix ( Birmingham), salto con l'asta - 4,88 m
- Oro al meeting Athletissima ( Losanna), salto con l'asta - 4,93 m
- Oro al Meeting de Atletismo Madrid ( Madrid), salto con l'asta - 4,95 m
- Oro all'Aviva London Grand Prix ( Londra), salto con l'asta - 5,00 m
- Oro al DN Galan ( Stoccolma), salto con l'asta - 4,79 m
- Oro al Memorial Van Damme ( Bruxelles), salto con l'asta - 4,93 m
- Oro alla IAAF World Athletics Final ( Monaco), salto con l'asta - 4,74 m
- Oro al Shanghai Golden Grand Prix ( Shanghai), salto con l'asta - 4,65 m

2006
- Oro al Pole Valut Stars ( Donec'k), salto con l'asta - 4,91 m
- Oro al Aviva Indoor Grand Prix ( Birmingham), salto con l'asta - 4,79 m
- Oro al Meeting Gaz de France ( Parigi), salto con l'asta - 4,76 m
- Oro al meeting Athletissima ( Losanna), salto con l'asta - 4,90 m
- Argento al DN Galan ( Stoccolma), salto con l'asta - 4,62 m
- Oro all'Aviva London Grand Prix ( Londra), salto con l'asta - 4,91 m
- Oro al Memorial Van Damme ( Bruxelles), salto con l'asta - 4,81 m
- Oro alla IAAF World Athletics Final ( Stoccarda), salto con l'asta - 4,75 m
- Oro in Coppa del mondo ( Atene), salto con l'asta - 4,60 m
- Oro al Colorful Daegu Pre-Championships ( Taegu), salto con l'asta - 4,70 m

2007
- Oro ai Millrose Games ( New York), salto con l'asta - 4,82 m
- Oro al Pole Valut Stars ( Donec'k), salto con l'asta - 4,93 m
- Oro al Aviva Indoor Grand Prix ( Birmingham), salto con l'asta - 4,73 m
- Oro al Bislett Games ( Oslo), salto con l'asta - 4,85 m
- Oro al Golden Spike ( Ostrava), salto con l'asta - 4,66 m
- Oro al Meeting Gaz de France ( Parigi), salto con l'asta - 4,91 m
- Oro al Golden Gala ( Roma), salto con l'asta - 4,90 m
- Oro all'Aviva London Grand Prix ( Londra), salto con l'asta - 4,82 m
- Oro al Memorial Van Damme ( Bruxelles), salto con l'asta - 4,80 m
- Oro all'Internationales Stadionfest ( Berlino), salto con l'asta - 4,82 m
- Oro alla IAAF World Athletics Final ( Stoccarda), salto con l'asta - 4,87 m
- Oro al Shanghai Golden Grand Prix ( Shanghai), salto con l'asta - 4,83 m
- Oro al Colorful Daegu Pre-Championships ( Taegu), salto con l'asta - 4,80 m

2008
- Oro al Pole Valut Stars ( Donec'k), salto con l'asta - 4,95 m
- Oro al Golden Gala ( Roma), salto con l'asta - 5,03 m
- Oro al DN Galan ( Stoccolma), salto con l'asta - 4,85 m
- Oro all'Aviva London Grand Prix ( Londra), salto con l'asta - 4,93 m
- Oro al meeting Herculis ( Monaco), salto con l'asta - 5,04 m
- Oro al Weltklasse Zürich ( Zurigo), salto con l'asta - 4,88 m
- Oro al Memorial Van Damme ( Bruxelles), salto con l'asta - 4,72 m
- Oro al Shanghai Golden Grand Prix ( Shanghai), salto con l'asta - 4,60 m
- Oro al Colorful Daegu Pre-Championships ( Taegu), salto con l'asta - 4,60 m

2009
- Oro al Pole Valut Stars ( Donec'k), salto con l'asta - 5,00 m
- Oro al Aviva Indoor Grand Prix ( Birmingham), salto con l'asta - 4,82 m
- Oro all'Internationales Stadionfest ( Berlino), salto con l'asta - 4,83 m
- Oro al Bislett Games ( Oslo), salto con l'asta - 4,71 m
- Oro al Golden Gala ( Roma), salto con l'asta - 4,85 m
- Oro al meeting Areva ( Parigi), salto con l'asta - 4,65 m
- Argento all'Aviva London Grand Prix ( Londra), salto con l'asta - 4,68 m
- Oro al Weltklasse Zürich ( Zurigo), salto con l'asta - 5,06 m
- Oro al Memorial Van Damme ( Bruxelles), salto con l'asta - 4,70 m
- Oro al Shanghai Golden Grand Prix ( Shanghai), salto con l'asta - 4,85 m
- Oro al Colorful Daegu Pre-Championships ( Taegu), salto con l'asta - 4,60 m

2010
- Oro al Russian Winter Meeting ( Mosca), salto con l'asta - 4,85 m
- Oro al Pole Valut Stars ( Donec'k), salto con l'asta - 4,85 m

2011
- Oro al Russian Winter Meeting ( Mosca), salto con l'asta - 4,81 m
- Oro al Pole Valut Stars ( Donec'k), salto con l'asta - 4,85 m
- Oro al DN Galan ( Stoccolma), salto con l'asta - 4,76 m
- Bronzo al Weltklasse Zürich ( Zurigo), salto con l'asta - 4,62 m

2012
- Oro al XL Galan ( Stoccolma), salto con l'asta - 5,01 m

## Riconoscimenti
- Elena Isinbaeva è stata premiata due volte ai Laureus World Sports Awards con il titolo di sportiva dell'anno (Laureus World Sportswoman of the Year) nelle edizioni del 2007 e del 2009.
- Ha vinto tre volte il premio atleta mondiale dell'anno nel 2004, 2005 e 2008.
- Ha vinto due volte il premio atleta europea dell'anno nel 2005 e nel 2008.
- Nel 2009 ha vinto il Premio Principe delle Asturie per lo sport.

### Pubblicazioni
- Giorgio Barberis, Senza sussulti, in Atletica, n. 2/2010, mar/apr 2010,  pp. 30-37.
- Roberto L. Quercetani, Un anno all'insegna di Bolt e Vlasic, in Atletica, n. 6/2009, nov/dic 2009,  pp. 36-39. URL consultato il 7 ottobre 2011 (archiviato dall'url originale il 17 ottobre 2011).
- Giorgio Cimbrico, Diario mondiale, in Atletica, n. 5/2009, set/ott 2009,  pp. 4-15. URL consultato il 7 ottobre 2011 (archiviato dall'url originale il 17 ottobre 2011).
- Guido Alessandrini, Lo show di Yelena, in Atletica, n. 3/2009, mag/giu 2009,  pp. 16-19. URL consultato il 6 ottobre 2011 (archiviato dall'url originale il 17 ottobre 2011).
- Giancarlo Colombo, Diario Olimpico, in Atletica, n. 5/2008, set/ott 2008,  pp. 4-19. URL consultato il 6 ottobre 2011 (archiviato dall'url originale il 17 ottobre 2011).
- Giancarlo Colombo, Isinbaeva, fidanzata del mondo, in Atletica, n. 5/2008, set/ott 2008,  pp. 36-39. URL consultato il 6 ottobre 2011 (archiviato dall'url originale il 17 ottobre 2011).